# Pierre Matignon
Pierre Matignon, né le 11 février 1943 aux Verchers-sur-Layon et mort le 1er novembre 1987 à Saint-Michel-de-Chavaignes, est un coureur cycliste français, qui fut professionnel de 1969 à 1972. 

## Biographie
Il reste célèbre pour avoir remporté alors qu'il était lanterne rouge, une étape prestigieuse du Tour de France 1969 arrivant au puy de Dôme, après avoir résisté au retour d'Eddy Merckx,. 
La stèle de sa tombe, située au cimetière du Parc à Nantes, représente un coureur cycliste sur son vélo.
Le Souvenir Pierre Matignon, organisé en Loire-Atlantique par le Nantes Doulon Vélo Sport, comporte, sur une journée, différentes courses de cyclo-cross ouvertes aux jeunes, aux espoirs et aux seniors.

## Palmarès et résultats

### Palmarès amateur
- 1962
  - 1reb étape du Circuit de la Sarthe
  - 3e étape du Tour de l'Avenir
  - 1re et 5e étapes de la Route de France[5]
  - 3e du Circuit de la Sarthe
- 1963
  - 3e du Circuit des Deux Provinces
- 1964
  - Champion d'Île-de-France des indépendants
  - Circuit des Deux Provinces
  - Paris-La Ferté-Bernard[5]
- 1966
  - Champion de France des amateurs hors catégorie[5]
  - Circuit de la Sarthe
  - Circuit des Deux Provinces
  - Nantes-La Rochelle
  - 2e du Tour d'Anjou
- 1968
  - Une étape du Tour du Béarn
  - Tour du Bordelais :
    - Classement général
    - Deux étapes

  - 2e de Redon-Redon
  - 2e du Tour du Béarn
  - 3e de Paris-La Ferté-Bernard

### Palmarès professionnel
- 1969
  - 20e étape du Tour de France
  - 2e du Grand Prix de Monaco
- 1970
  - 3e du Circuit de la Vienne

### Résultats sur le Tour de France
2 participations
- 1969 : 85e, vainqueur de la 20e étape
- 1972 : 75e